# Microterys calyptici
Microterys calyptici is een vliesvleugelig insect uit de familie Encyrtidae. De wetenschappelijke naam is voor het eerst geldig gepubliceerd in 1839 door Costa.